# 乌罗 (佩纳菲耶尔)
乌罗是葡萄牙波尔图区的一个堂区。总面积2.19平方公里，总人口1073人，人口密度490人/平方公里。